# Paweł Penarski
Paweł Penarski (ur. 31 sierpnia 1983 w Stalowej Woli) – producent muzyczny, muzyk, DJ, producent w radiu RMF FM od 2007 roku.

## Życiorys
Jego przygoda z muzyką rozpoczęła się w 1999 roku, kiedy to stawiał pierwsze kroki jako producent muzyki hip-hop. Był założycielem jednej z pierwszych undergroundowych grup hip hopowych w Stalowej Woli – Rytuał. Współpracował z Danielem Drumzem wtedy jeszcze znanym pod pseudonimem Taśmy Trzaski. Po zagraniu wielu koncertów supportując takim zespołom jak Grammatik, Kaliber 44, Trzycha, czy też Looptroop opuścił rodzinne miasto, by na stałe zamieszkać w Krakowie. Tam też studiował filmoznawstwo na Uniwersytecie Jagiellońskim.
W 2003 roku stworzył swoją pierwszą solową płytę Filmografia, która została wydana przez mały krakowski label KKK Records. Płyta ta była przepełniona zaskakującymi brzmieniami od takich gatunków jak electro, poprzez acid jazz, ambient, po hip-hop. W tym samym roku na składance MUSLI 24 wydawanej przez Requiem Records pojawił się jego utwór Dream World. Kawałek ten zdobył uznanie Konrada Kucza, współzałożyciela grupy Futro, który uznał utwór Dream World za jeden z najlepszych, jakie pojawiły się na tej składance.
W 2004 roku wydał EPkę Dream World, dzięki której udowodnił swoją niesamowitą wrażliwość muzyczną i tylko podkreślił, że jest twórcą oryginalnym. Paweł nie tracił czasu-trzy miesiące po Dream World wydał kolejny album End of, który jednak przeszedł bez rozgłosu.
W 2005 roku poznał krakowską reżyserkę teatralną Darię Woszek, która wniosła do twórczości Pawła nowe pomysły. Wkrótce owocem ich współpracy stała się pierwsza wspólna sztuka teatralna Maszyna do liczenia na motywach dramatu Elmera Rice’a, do której to Paweł Penarski napisał muzykę. Tego samego roku pojawił się film pod tym samym tytułem z całkowicie nową muzyką i utworem „We śnie” nagranym wspólnie z wokalistką Joanną Alpop.
W 2005 roku Paweł zaskoczył jeszcze jedną płytą – The Pianos, która w całości składała się z nokturnów fortepianowych. W ten sposób udowodnił po raz kolejny, że jest prawdziwie wszechstronnym artystą i multiinstrumentalistą. Potem zniknął na prawie rok. Podobno wyruszył w daleką podróż śladami Pamiętników Gombrowicza i zamieszkał na jakiś czas w Meksyku. Po powrocie do Polski wyjechał ponownie. Tym razem do Londynu, gdzie współpracował z brytyjskim zespołem Slovo, a także brytyjską wytwórnią XL Recordings, w której swoją muzykę wydawało kultowe The Prodigy. Mieszkając w Londynie po raz pierwszy pojawił się w radiu Capital Radio, gdzie zajmował się produkcją radiową.
Do Polski wrócił pod koniec 2006 roku, a od stycznia 2007 zaczął pracować w radiu RMF FM na pozycji producenta programów radiowych. Został zwolniony z radia RMF we wrześniu 2011 roku.
Ostatni rok to reaktywacja jego działalności muzycznej. Wspólnie z DJ-em SPS założył grupę producencko-DJ-ską Homosensimulus, a także podjął współpracę z Wolnodziejem, członkiem grupy The Bumelants. Panowie pracują nad wspólną płytą przy okazji grając imprezy pod szyldem Homosensimulus vs Wolnodziej mieszając elementy funku, nufunku, brokenbeatu i drum and bassu.
Paweł jako artysta absolutny zasłynął także wspólną awangardową produkcją filmową stworzoną z jego radiowym kolegą, dziennikarzem Bogdanem Zalewskim pod tytułem „777 wyrazów tego samego”.

## Dyskografia
- Penar – Filmografia (2003)
- Penar – Dream World EP (2004)
- Penar – End of (2004)
- Paweł Penarski – Maszyna do liczenia – muzyka do sztuki teatralnej (2005)
- Paweł Penarski – Maszyna do liczenia – muzyka do filmu (2005)
- Paweł Penarski – The Pianos (2005)
- Paweł Penarski – Sounds from nowhere (2006)
- Paweł Penarski – Into everything (2007)
- Pan Pe – Chinese wall (2007)